# 존 샐리

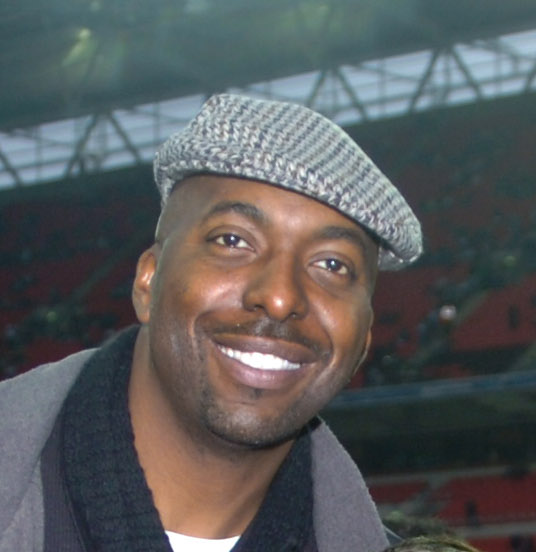

존 샐리(John Salley, 1964년 5월 16일 ~ )는 미국의 배우, 농구 선수, 영화배우, 영화 프로듀서이다.
브루클린에서 태어났다.

## 영화
- 런치 아워 (2011년)
- 블랙 다이너마이트 (2009년)
- 더 컴백스 (2007년)
- 레이디스 나잇 (2005년)
- 헤어 쇼 (2004년) - 본인 역
- 미스터 3000 (2004년) - 본인 역
- 나쁜 녀석들 2 (2003년)
- 카슨 데일리 쇼 (2002년)
- 에디 (1996년)
- 나쁜 녀석들 (1995년)